# CIDEVIDA - Museo de la Vida
El Centro Internacional para la Defensa de la Vida Humana (CIDEVIDA), también conocido como el Museo de la Vida, situado en la localidad vallisoletana de Tordesillas, recoge una exposición permanente sobre la vida humana, además de un centro informativo sobre la maternidad, la vida y el aborto, que ofrece posibles alternativas a las mujeres que se ven ante la tesitura de un embarazo no deseado.

## Historia

### CIDEVIDA
En 2010 se fundó la Asociación CIDEVIDA, una asociación provida, con el objetivo de dar a conocer, desde un punto de vista científico el inicio de la vida humana y su visión del aborto, desde su procedimiento hasta sus consecuencias físicas y psicológicas, así como las alternativas que existen para ayudar a las mujeres que se encuentran ante la situación de un embarazo no deseado. Para ello, esta asociación cuenta con varios museos o exposiciones permanentes en España; concretamente en Tordesillas (Valladolid), Barcelona y Gerona.

### Tordesillas (Valladolid -Castilla y León- España)

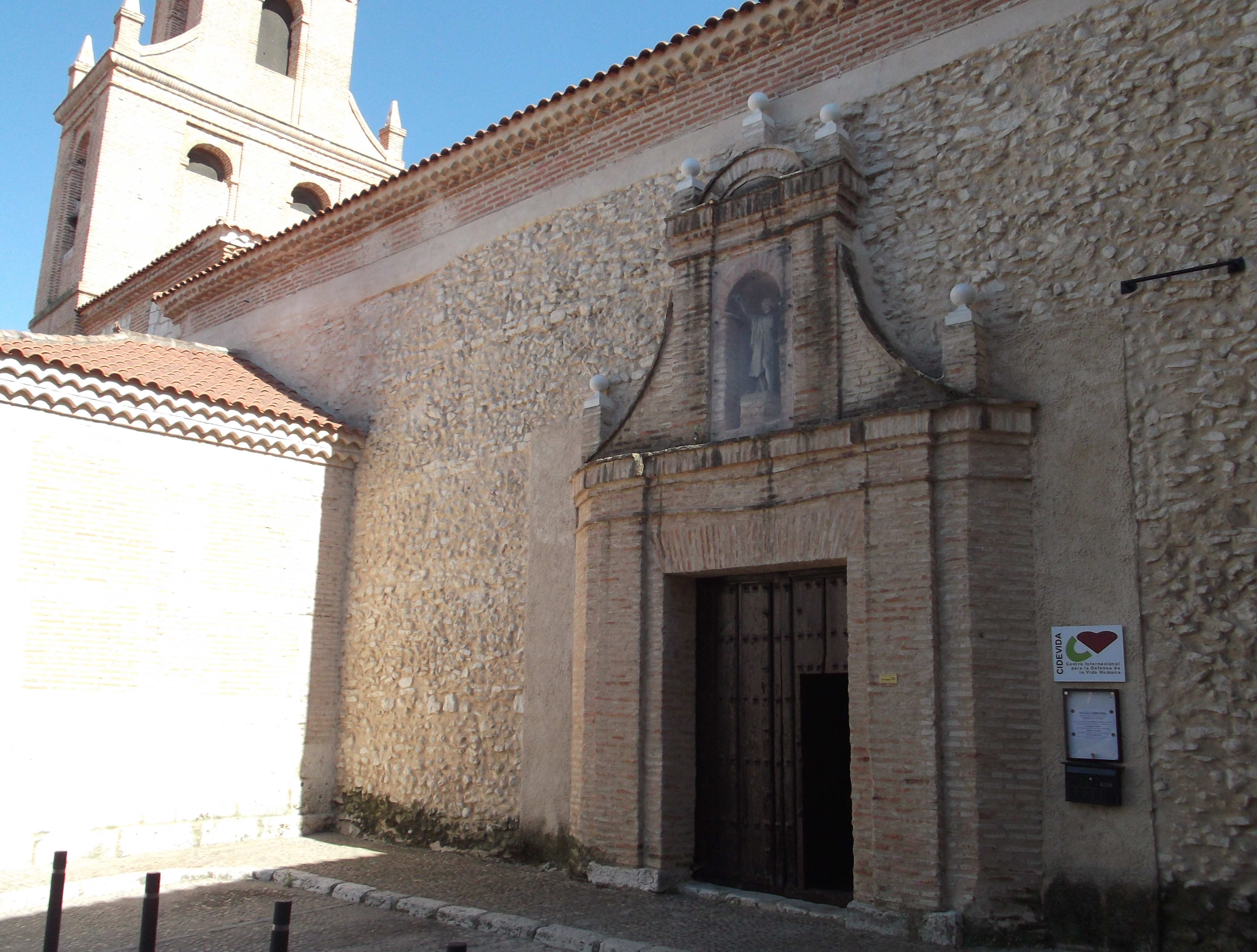
Fachada principal del museo.

El 21 de febrero de 2010, se presentó el primer museo de CIDEVIDA, situado en Tordesillas (Valladolid). El arzobispado de Valladolid cedió la iglesia desacralizada de San Juan Bautista, del siglo XVI, situada junto a la Casa del Tratado de Tordesillas, para albergar el primer Museo de la Vida, que se inauguró el 27 de junio del mismo año.

### Barcelona y Gerona
A partir de entonces, la asociación empezó a crecer y se instalaron otras exposiciones temporales por toda España. Hasta que el 18 de diciembre de 2012 se inauguró la segunda exposición permanente en la Parroquia de la Medalla Milagrosa, en la calle Consejo de Ciento, 110 en el Ensanche de Barcelona. Y el 19 de septiembre de 2015, inició su andadura la tercera exposición permanente, en colaboración con la asociación ProVida Girona, en la calle Cor de María, 7 en Gerona, donde además de la exposición, se atienden casos de madres gestantes que se encuentran en situaciones delicadas.
El 17 de mayo de 2016, el doctor Óscar Elías Biscet, un médico represaliado cubano, fue nombrado Presidente de Honor de CIDEVIDA.

## Las exposiciones de la vida

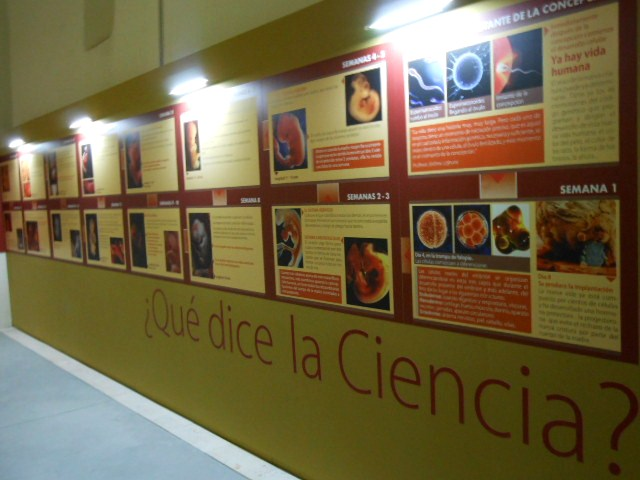
Interior de la exposición.

Dentro del debate sobre el aborto, el museo desde una posición provida, ofrece en los distintos museos que hay en España una estructura similar. Dicha estructura fue creada y dirigida por un comité de expertos en bioética, medicina, embriología, genética, microbiología, antropología y ciencias jurídicas, y profesionales: catedráticos, médicos, artistas, abogados, etc., entre los cuales se encuentran Mónica López Barahona, miembro del Consejo Directivo de la Pontificia Academia para la Vida y Directora de la Cátedra Jérôme Lejeune; César Nombela Cano, Catedrático de Microbiología y Académico de la Real Academia de Farmacia; Beróiz Pérez de Rada, fotógrafa y artista y Javier Mariategui, arquitecto y escultor.
La exposición tiene un carácter científico y está dividido en cuatro espacios principales, que son: "Lo que dice la ciencia", "Lo que enseña el derecho y la historia", "Memoria del otro holocausto" y "Motivos para la esperanza". Asimismo, explica el origen de la vida junto con su visión de lo que es el aborto y las distintas técnicas abortistas, las consecuencias físicas y psicológicas que sufre la mujer, una argumentación contra los supuestos que justifican el aborto (violación, malformación y peligro para la salud de la mujer) y las posibles soluciones ante un embarazo no deseado, o con problemas. Finalmente, también existe una zona de testimonios tanto de médicos abortistas como de mujeres que han abortado en algún momento de su vida.